# Nino Churcidze
Nino Churcidze, gruz. ნინო ხურციძე (ur. 28 września 1975, zm. 22 kwietnia 2018) – gruzińska szachistka, arcymistrzyni od 1993 roku, posiadaczka męskiego tytułu mistrza międzynarodowego od 1999 roku.

## Kariera szachowa
Pierwsze duże sukcesy na arenie międzynarodowej osiągnęła na początku lat 90. XX wieku. W 1992 zdobyła w Hradec Králové tytuł mistrzyni Europy oraz (w Duisburgu) srebrny medal w mistrzostwach świata juniorek (oba w kategorii do lat 18). W latach 1993 (w Kozhikode) i 1995 (w Halle) dwukrotnie wywalczyła tytuły mistrzyni świata juniorek do lat 20, a w roku 1994 (w Matinhos) w tej samej kategorii wiekowej zajęła II miejsce (za Zhu Chen). Dwukrotnie wystąpiła w turniejach międzystrefowych, najlepszy wynik osiągając w 1995 roku w Kiszyniowie, gdzie zajęła XIII miejsce (wśród 52 zawodniczek). Od roku 2000 jest stałą uczestniczką rozgrywanych systemem pucharowym turniejów o mistrzostwo świata kobiet, w których brała udział czterokrotnie. W latach 2001 (Moskwie) i 2006 (w Jekaterynburgu) dwukrotnie awansowała do IV rundy (najlepszej ósemki turnieju), za pierwszym razem przegrywając (po dogrywce) z Zhu Chen, a za drugim – z Alisą Gallamową. W latach 2005 i 2006 dwukrotnie zdobyła złote medale indywidualnych mistrzostw Gruzji.
Trzykrotnie zdobyła medale akademickich mistrzostw świata: złoty (Rotterdam 1998), srebrny (León 1996) oraz brązowy (Sofia 1994). Do innych jej sukcesów na arenie międzynarodowej należą m.in.: I m. w Tbilisi (1993, turniej strefowy), II m. we Vrnjačkiej Banji (1996, za Mają Cziburdanidze), I m. w Tbilisi (1999, turniej strefowy), dz. V m. w otwartym turnieju w Bad Wörishofen (2002, za Feliksem Lewinem, Kiriłem Georgiewem, Wjaczesławem Ejnhornem i Edvīnsem Ķeņģisem, a m.in. wraz z Arkadijem Naiditschem), dz. III m. w Atenach (2003, za Jeleną Dembo i Margaritą Wojską), II m. w Essen (2004, za Jewgienijem Szaposznikowem), II m. w Tbilisi (2004, za Naną Dzagnidze) oraz dz. I m. w Szeged (2006, międzynarodowe mistrzostwa Węgier, wraz z Anną Muzyczuk).
Wielokrotnie reprezentowała Gruzję w turniejach drużynowych, m.in.:
- pięciokrotnie na olimpiadach szachowych (w latach 1998, 2000, 2002, 2006, 2012); czterokrotna medalistka: wspólnie z drużyną – srebrna (2000) i brązowa (1998) oraz indywidualnie – złota (2000 – na III szachownicy) i brązowa (2000 – za wynik rankingowy)[8],
- czterokrotnie na drużynowych mistrzostwach świata (w latach 1997, 2007, 2011, 2013); medalistka: wspólnie z drużyną – brązowa (2011)[9][10],
- siedmiokrotnie na drużynowych mistrzostwach Europy (w latach 1999, 2003, 2005, 2007, 2009, 2011, 2013); sześciokrotna medalistka: wspólnie z drużyną – dwukrotnie srebrna (2005, 2009) i brązowa (2011) oraz indywidualnie – trzykrotnie srebrna (1999 – za wynik rankingowy, 1999 – na I szachownicy, 2011 – na IV szachownicy)[11].

Najwyższy ranking w dotychczasowej karierze osiągnęła 1 lipca 1999 r., z wynikiem 2472 zajmowała wówczas 11. miejsce na światowej liście FIDE oraz 3. wśród gruzińskich szachistek.